# Concerto per pianoforte e orchestra n. 12 (Mozart)
Il Concerto per pianoforte e orchestra n. 12 in La maggiore K 414 di Wolfgang Amadeus Mozart è il secondo di una triade formata dai concerti K 413, K 414 e K 415, concepita per l'esigente pubblico viennese.

## Descrizione
In generale, riprende lo stile del concerto in fa maggiore, ma lo ripropone attraverso una qualità melodica non raggiunta prima ed una ricchezza tematica mai ripetitiva.  Venne anche pensato per essere eseguito da un'orchestra di soli archi, anche per favorirne la diffusione fra i musicisti dilettanti: questa idea è evidente anche nel primo movimento, dove il primo tema è esposto dagli archi, secondo schemi che fanno pensare all'intimità di una musica da quartetto. Lo stesso schema è poi applicato anche per l'esposizione del secondo e terzo tema, cui segue l'entrata del solista, che a differenza dell'aspetto innovativo introdotto nel K 413, riprende semplicemente il primo tema. Lo sviluppo è tutto affidato al pianoforte, con momenti virtuosistici, ma mai insoliti. 
Il secondo movimento, il cui tema è esposto dagli archi, riecheggia motivi di J.C. Bach, cui molto probabilmente Mozart voleva rendere omaggio con questo ciclo di concerti viennesi. 
Il clima intimo creato dall'Andante, trova sfogo nel terzo movimento, concepito nella forma del rondo bipartito. Questo tempo si basa sul diretto confronto solista-orchestra, ricavato su un frammento del ritornello, abbandonato poi nella seconda parte del rondo, in cui il pianoforte sviluppa un nuovo soggetto.
Al solista è affidato molto spazio all'interno della partitura: ognuno dei tre movimenti, infatti, termina con una lunga cadenza, che diventa quasi "doppia" nel rondo finale, per poi essere conclusa dal finale dell'orchestra.
Si ritiene che il Rondò K 386 fosse destinato a costituire un finale alternativo di questo concerto, anche se fu poi catalogato a sé come opera incompleta. Nel 1839 ne fu pubblicata una versione ridotta per due pianoforti.

## Dati sull'opera
Movimenti
- Allegro (4/4, La maggiore)
- Andante (3/4, Re maggiore)
- Rondeau. Allegretto (2/4, La maggiore)

Luogo e data di composizione
- Vienna, autunno 1782

Luogo e data della prima esecuzione
- Burgtheater di Vienna, 22 marzo 1783, pianista e direttore Wolfgang Amadeus Mozart alla presenza dell'imperatore Giuseppe II d'Asburgo-Lorena.

Prime edizioni a stampa
- Artaria, Vienna 1785

## Discografia
- Mozart Piano Concerto n.12 K.414, Géza Anda, Salzburg Camerata Accademia, Géza Anda. DGG 139113 ST 33 SLPM.